# Лука Бадоер
Лука Бадоер (на италиански: Luca Badoer) е италиански пилот във Формула 1, печели шест точки от състезания и има 56 участия. Роден е на 25 януари 1971 г. в Монтебелуна, Италия.
Дебютният му сезон във Формула 1 е през 1993 г. Той обаче е слаб, поради неконкурентоспособността на шасито на Lola, което използва отборът на Scuderia Italia, въпреки че на колите са монтирани двигатели Ferrari. Бадоер губи мястото си в отбора след обединението с Minardi на следващата година. Все пак той остава като тест-пилот и заема място във Формула 1 през 1995 г., на мястото на Микеле Алборето. В недостатъчно осигурения финансово отбор, най-добрите резултати на Бадоер са двете осми места в Канада и Унгария и девето място в Япония. През 1996 г. италианецът преминава в отбора на Forti Corse.